# Olongapo
Olongapo è una città indipendente altamente urbanizzata (HUC) delle Filippine, geograficamente ubicata nella Provincia di Zambales, nella Regione di Luzon Centrale.

## Geografia
La città, pur facendo geograficamente parte della provincia ed essendo inserita nelle statistiche relative a questa, ne è amministrativamente indipendente.

## Geografia antropica

### Suddivisioni amministrative
Olongapo è formata da 17 barangay:
- Asinan
- Banicain
- Barreto
- East Bajac-bajac
- East Tapinac
- Gordon Heights
- Kalaklan
- Mabayuan
- New Cabalan
- New Ilalim
- New Kababae
- New Kalalake
- Old Cabalan
- Pag-asa
- Santa Rita
- West Bajac-bajac
- West Tapinac

## Infrastrutture e trasporti
La città è servita dall'Aeroporto Internazionale di Subic Bay, che si trova nella periferia sud dell'abitato.

## Amministrazione

### Gemellaggi
- Windsor